# Alexander Kissler

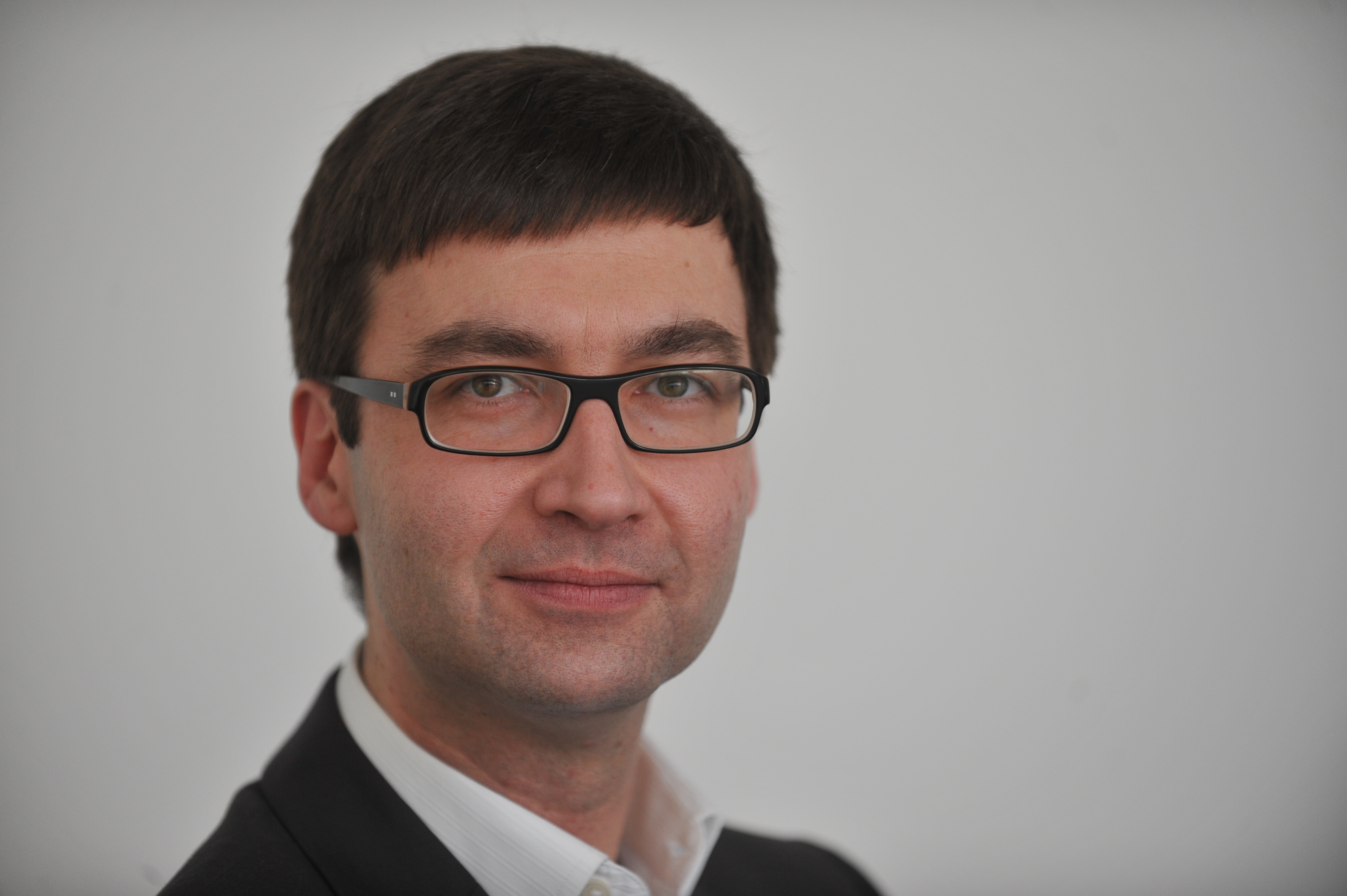
Alexander Kissler (2012)

Alexander Kissler (* 3. Dezember 1969 in Speyer) ist ein deutscher Journalist, Autor und ehemaliger Theaterregisseur. Seit Oktober 2024 ist er für das Onlinemedium Nius tätig.

## Leben
Alexander Kissler studierte Neuere deutsche Literaturwissenschaft, Mittlere und Neuere Geschichte sowie Medienwissenschaft in Gießen und Marburg. Dort wurde er 2002 mit einer Arbeit über den Schriftsteller und Lyriker Rudolf Borchardt promoviert. Er war Stipendiat der Studienstiftung des deutschen Volkes. Zwischen 1986 und 2000 war er auch als Schauspielregisseur tätig, inszenierte u. a. mit einer eigenen Theatergruppe Don Karlos, Leonce und Lena, Torquato Tasso und Amphitryon. Am Deutschen Theater Göttingen inszenierte er im Jahr 2000 das Stück Auf dem Weg zur Hochzeit von Armin Petras und John Berger.
Von 1999 bis 2001 war Kissler Mitarbeiter des Feuilletons der Frankfurter Allgemeinen Zeitung, wo er vor allem auf der Medienseite publizierte. 2001 wurde er Redakteur im Feuilleton der Süddeutschen Zeitung, 2010 dann beim Magazin Focus. Dort war er bis April 2012 im Debattenressort tätig. Er schrieb u. a. für die politischen Magazine Cicero und eigentümlich frei sowie für die Beilage Christ und Welt der Zeit. Regelmäßige Kolumnen hat oder hatte er im Vatican Magazin (Dr. Schlauberger antwortet), im Debattenmagazin The European (Kisslers Kontrastmittel) und bei Focus Online (Kisslers Konter). Ab Januar 2013 leitete Kissler den Salon, das Kulturressort des Cicero. Von 2020 bis 2024 gehörte er der Berliner Redaktion der Neuen Zürcher Zeitung (NZZ) an. Im Oktober 2024 wechselte er zum Portal Nius.
Kissler hält Vorträge über Medienrezeption und Medienethik, etwa bei den Augsburger Mediengesprächen 2010 und dem Medienforum NRW 2011. Das vom Deutschlandfunk ausgestrahlte Neuhardenberger Gespräch zur Lage des deutschen Fernsehens erschien im Juli 2010 als Broschüre unter dem Titel Nebel in den Niederungen.

## Positionen
Im März 2014 befürwortete Kissler die Dresdner Rede von Sibylle Lewitscharoff, sie habe sich berechtigt gegen das Moralregiment der Fruchtbarkeitsindustrie gewandt.
Das Buch Deutschland von Sinnen: Der irre Kult um Frauen, Homosexuelle und Zuwanderer von Akif Pirinçci bezeichnete Kissler zwar auch als „obszön, vulgär“, sah darin aber ein „Sprachrohr der Frust- und Normaldeutschen, die sich marginalisiert, düpiert, ausgeplündert sehen“. „Debattentauglich ist ‚Deutschland von Sinnen’ […] nicht immer. […] Wäre nicht etwas faul im Staate Deutschland, fände Pirinçci keinen derart großen Widerhall.“
Bezüglich der Berichterstattung über den ehemaligen Limburger Bischof Franz-Peter Tebartz-van Elst schrieb Kissler 2013 von einer „Hatz auf Tebartz“ und sah darin eine „konzertierte Aktion der innerkirchlichen und der antikirchlichen Kritiker, dies- und jenseits der Medien“. Kissler zufolge taugen die aus dem Ruder gelaufenen Baukosten eines diözesanen Zentrums lediglich als „Provinzposse“.
Als der damalige Freiburger Erzbischof Robert Zollitsch anlässlich der Bundestagswahl 2013 die AfD kritisiert hatte, sah Kissler das Bischofsmandat in dieser Äußerung überschritten. Kissler kritisierte, das Bistum Freiburg gefalle sich als „Klimaschutz- und Kita-Kirche“ und habe eine „Blutgrätsche gegen die bürgerliche Konkurrenz“ ausgeführt. Kissler plädierte dafür, der AfD mit Gelassenheit zu begegnen und ihr eine Chance zu geben. In der Vergangenheit habe man „zu schnell einen zu breiten Keil herausgeholt und damit alles vom Diskursacker geprügelt, was nicht bei fünf auf dem Baum der rechten Gesinnung war“.
In seinem im März 2013 veröffentlichten Buch Papst im Widerspruch. Benedikt XVI. und seine Kirche 2005–2013 kennzeichnet Kissler den zurückgetretenen Papst als einen introvertierten „Mystiker aus Einsicht“ und radikalen Nonkonformisten. Er bezeichnete Papst Franziskus als „korpulenten Charmeur“, der zunehmend als „machtbewusster, geschwätziger und am Katholischen relativ desinteressierter Relativierer“ erscheine und „sich schwertut mit einem Bekenntnis zur Heilsnotwendigkeit Christi“, weshalb er nach Kisslers Erwartung „eine spirituell ausgezehrte und verunsicherte Kirche“ hinterlassen werde.

## Schriften
- „Wo bin ich denn behaust?“ Rudolf Borchardt und die Erfindung des Ichs. Wallstein-Verlag, Göttingen 2003, ISBN 3-89244-631-8 (Zugleich: Marburg, Universität, Dissertation, 2002).
- Der deutsche Papst. Benedikt XVI. und seine schwierige Heimat. Herder, Freiburg im Breisgau u. a. 2005, ISBN 3-451-28867-2.
- Der geklonte Mensch. Das Spiel mit Technik, Träumen und Geld. Herder, Freiburg im Breisgau u. a. 2006, ISBN 3-451-29261-0.
- Schimpansenzeit. Kommt die Zukunft ohne Menschen aus? (= Herrenalber Forum. Bd. 48 = Beiträge zur Verleihung des Bad Herrenalber Akademiepreises. 2005). Evangelische Akademie Baden, Karlsruhe 2006, ISBN 3-89674-549-2.
- mit Carsten S. Leimbach: Alles über Patrick Süskinds Das Parfum. Der Film. Das Buch. Der Autor. Heyne, München 2006, ISBN 3-453-81089-9.
- Der aufgeklärte Gott. Wie die Religion zur Vernunft kam. Pattloch Verlag, München 2008, ISBN 978-3-629-02188-5.
- Dummgeglotzt. Wie das Fernsehen uns verblödet. Gütersloher Verlagshaus, Gütersloh 2009, ISBN 978-3-579-06886-2.
- als Herausgeber: Der Jahrhundertpapst. Seliger Johannes Paul II. Pattloch, München 2011, ISBN 978-3-629-02304-9.
- Papst im Widerspruch. Benedikt XVI. und seine Kirche 2005–2013. Pattloch, München 2013, ISBN 978-3-629-02215-8.
- Keine Toleranz den Intoleranten. Warum der Westen seine Werte verteidigen muss. Gütersloher Verlagshaus, Gütersloh 2015, ISBN 978-3-579-07098-8.
- Widerworte. Warum mit Phrasen Schluss sein muss. Gütersloher Verlagshaus, Gütersloh 2019, ISBN 978-3-579-01474-6.
- Die infantile Gesellschaft. Wege aus der selbstverschuldeten Unreife. HarperCollins, Hamburg 2020, ISBN 978-3-7499-0014-5.

Redaktion und Vorwort:
- Arnulf Baring, Josef Kraus, Mechthild Löhr, Jörg Schönbohm: Schluss mit dem Ausverkauf! Landt, Berlin 2011, ISBN 978-3-938844-26-7.